# 彩云体

彩云体

彩云体，是一种艺术字体。特点是由柔滑的曲线围成，笔划空心，状似云朵。最初由中国常州华文印刷新技术有限公司（SinoType）开发，并以“华文彩云”的名称随简体中文版Microsoft Office一起分发。而後其他字库也有开发，现常被用于醒目的标题。